# 熊犬科
熊犬科（學名：Arctocyonidae）是一個已滅絕的哺乳動物演化支，可能是中爪獸目和鯨偶蹄目的祖先。

## 外部鏈接
- 维基共享资源上的相關多媒體資源：熊犬科